# غوردون ميلن
غوردون ميلن (Gordon Milne) (مواليد 29 مارس 1937)، هو لاعب كرة قدم سابق كان يلعب كلاعب وسط. يلعب مع منتخب إنجلترا لكرة القدم منذ عام 1963.

## مسيرته الكروية
لعب غوردون ميلن خلال مسيرته الاحترافية مع 4 أندية في سبعة عشر موسمًا وسجل خلالها 39 هدفًا ضمن 451 مباراة. حيث فاز في موسم واحد بالكأس وفي موسمين بالدوري.
خاض غوردون ميلن مسيرته مع نادي بريستون نورث إيند في موسم 1956–57 ليلعب معه أربعة مواسم، مشاركًا في 81 مباراة سجل خلالها 3 أهداف. ثم انتقل إلى نادي ليفربول في موسم 1960–61 ليلعب معه سبعة مواسم، حيث شارك في 236 مباراة سجل خلالها 28 هدفًا. لينتقل بعدها إلى نادي بلاكبول في موسم 1967–68 واستمر معه طيلة ثلاثة مواسم، مشاركًا في 61 مباراة سجل خلالها 4 أهداف. ثم انتقل إلى نادي ويغان أتلتيك في موسم 1969–70 واستمر معه طيلة ثلاثة مواسم، مشاركًا في 73 مباراة سجل خلالها 4 أهداف أيضًا.

## وصلات خارجية
- غوردون ميلن على موقع الاتحاد الأوربي (الإنجليزية)
- غوردون ميلن على موقع اتحاد تركيا (مدرب) (الإنجليزية)
- غوردون ميلن على موقع قاعدة بيانات كرة القدم.إي يو (الإنجليزية)
- غوردون ميلن على موقع ناشيونال فوتبول تيمز (الإنجليزية)
- غوردون ميلن على موقع Soccerbase.com (لاعب) (الإنجليزية)
- غوردون ميلن على موقع Soccerbase.com (مدرب) (الإنجليزية)
- غوردون ميلن على موقع Soccerway.com (الإنجليزية)
- غوردون ميلن على موقع عالم كرة القدم.نت (الإنجليزية)

- National Football Teams